# Santa Cruz - Trindade
Santa Cruz is een plaats (freguesia) in de Portugese gemeente Chaves en telt inwoners ().